# Григор'єва Анастасія
Анастасі́я Григо́р'єва (латис. Anastasija Grigorjeva; нар. 12 травня 1990, Даугавпілс) — латвійська борчиня вільного стилю, дворазова бронзова призерка чемпіонатів світу, чотириразова чемпіонка та дворазова срібна та бронзова призерка чемпіонатів Європи, чемпіонка та бронзова призерка Європейських ігор, учасниця двох Олімпійських ігор.

## Біографія
Боротьбою займається з 2004 року. Спочатку займалась дзюдо у Любові Копилової, потім перейшла на вільну боротьбу. Була другою на чемпіонаті світу 2009 року серед юніорів. Займала перше, друге та третє місця на європейських юніорських першостях 2008, 2009, 2010 років відповідно. Срібна призерка чемпіонату Європи 2007 року серед кадетів. Найкраща спортсменка Латвії 2013 року.
У 2015 році пішла від свого тренера Сергія Курситіса, з яким співпрацювала з 2007 року. Причиною розриву стала світлина, на якій Курситіс сфотографований з сепаратистом ДНР. Федерація боротьби Латвії наполягала, щоб спортсменка повернулася до свого трененра, але вона не погодилась. Тиск був настільки серйозним, що Григор'єва вже почала думати покинути заняття боротьбою. Велику підтримку у протистоянні з федерацією Анастасія отримала від латвійського борця Іманта Лагодського, з яким вона зустрічається і що сам тренувався у того ж тренера. Імант — багаторазовий переможець та призер престижних міжнародних турнірів, чемпіон світу серед юніорів. Через підтримку Анастасії у самого спортсмена почалися проблеми з фелерацією. З осені того ж року Григор'єва почала тренуватися в естонського фахівця Ахто Рамку, що живе у Фінляндії.
Навчається в Даугавпілському університеті на юриста.

## Спортивні результати на міжнародних змаганнях

### Виступи на Олімпіадах
| Змагання                    | Збірна | Вагова категорія          | Місце |
| --------------------------- | ------ | ------------------------- | ----- |
| Літні Олімпійські ігри 2012 | Латвія | жіноча боротьба, до 63 кг | 9     |
| Літні Олімпійські ігри 2016 | Латвія | жіноча боротьба, до 63 кг | 8     |

### Виступи на Чемпіонатах світу
| Змагання                        | Збірна | Вагова категорія          | Місце  |
| ------------------------------- | ------ | ------------------------- | ------ |
| Чемпіонат світу з боротьби 2009 | Латвія | жіноча боротьба, до 59 кг | 21     |
| Чемпіонат світу з боротьби 2011 | Латвія | жіноча боротьба, до 55 кг | 15     |
| Чемпіонат світу з боротьби 2014 | Латвія | жіноча боротьба, до 63 кг | Бронза |
| Чемпіонат світу з боротьби 2015 | Латвія | жіноча боротьба, до 63 кг | 5      |
| Чемпіонат світу з боротьби 2017 | Латвія | жіноча боротьба, до 60 кг | Бронза |
| Чемпіонат світу з боротьби 2019 | Латвія | жіноча боротьба, до 68 кг | 13     |

### Виступи на Чемпіонатах Європи
| Змагання                         | Збірна | Вагова категорія          | Місце  |
| -------------------------------- | ------ | ------------------------- | ------ |
| Чемпіонат Європи з боротьби 2009 | Латвія | жіноча боротьба, до 59 кг | 8      |
| Чемпіонат Європи з боротьби 2010 | Латвія | жіноча боротьба, до 55 кг | Золото |
| Чемпіонат Європи з боротьби 2011 | Латвія | жіноча боротьба, до 59 кг | 7      |
| Чемпіонат Європи з боротьби 2012 | Латвія | жіноча боротьба, до 59 кг | Срібло |
| Чемпіонат Європи з боротьби 2013 | Латвія | жіноча боротьба, до 63 кг | Золото |
| Чемпіонат Європи з боротьби 2014 | Латвія | жіноча боротьба, до 63 кг | Золото |
| Чемпіонат Європи з боротьби 2016 | Латвія | жіноча боротьба, до 63 кг | Золото |
| Чемпіонат Європи з боротьби 2017 | Латвія | жіноча боротьба, до 60 кг | Срібло |
| Чемпіонат Європи з боротьби 2019 | Латвія | жіноча боротьба, до 68 кг | Бронза |

### Виступи на Європейських іграх
| Змагання              | Збірна | Вагова категорія          | Місце  |
| --------------------- | ------ | ------------------------- | ------ |
| Європейські ігри 2015 | Латвія | жіноча боротьба, до 63 кг | Бронза |
| Європейські ігри 2019 | Латвія | жіноча боротьба, до 68 кг | Золото |

### Виступи на інших змаганнях
| Змагання                                                        | Збірна | Вагова категорія          | Місце  |
| --------------------------------------------------------------- | ------ | ------------------------- | ------ |
| Гран-прі Німеччини з боротьби 2008                              | Латвія | жіноча боротьба, до 59 кг | 11     |
| Klippan Lady Open 2010                                          | Латвія | жіноча боротьба, до 59 кг | 7      |
| Золотий Гран-прі з боротьби 2010 (Баку)                         | Латвія | жіноча боротьба, до 55 кг | 7      |
| Турнір Яшара Догу 2011                                          | Латвія | жіноча боротьба, до 59 кг | Золото |
| Klippan Lady Open 2011                                          | Латвія | жіноча боротьба, до 59 кг | Бронза |
| Турнір міста Сассарі 2011                                       | Латвія | жіноча боротьба, до 59 кг | Золото |
| Austrian Ladies Open 2011                                       | Латвія | жіноча боротьба, до 59 кг | Бронза |
| Гран-прі Німеччини з боротьби 2011                              | Латвія | жіноча боротьба, до 59 кг | Золото |
| Золотий Гран-прі з боротьби 2011 (Баку)                         | Латвія | жіноча боротьба, до 59 кг | 9      |
| Відкритий чемпіонат Польщі з боротьби 2011                      | Латвія | жіноча боротьба, до 59 кг | Срібло |
| Helsinki Open 2011                                              | Латвія | жіноча боротьба, до 63 кг | Золото |
| Золотий Гран-прі з боротьби 2012 (Красноярськ)                  | Латвія | жіноча боротьба, до 59 кг | Срібло |
| Золотий Гран-прі з боротьби 2012 (Кліппан )                     | Латвія | жіноча боротьба, до 59 кг | Бронза |
| Олімпійський кваліфікаційний турнір з боротьби 2012 (Софія)     | Латвія | жіноча боротьба, до 55 кг | 5      |
| Олімпійський кваліфікаційний турнір з боротьби 2012 (Гельсінкі) | Латвія | жіноча боротьба, до 63 кг | Срібло |
| Відкритий чемпіонат Польщі з боротьби 2012                      | Латвія | жіноча боротьба, до 63 кг | Золото |
| Золотий Гран-прі з боротьби 2012 (Баку)                         | Латвія | жіноча боротьба, до 63 кг | Золото |
| Гран-прі «Іван Яригін» 2013                                     | Латвія | жіноча боротьба, до 63 кг | Золото |
| Турнір Олександра Медведя 2013                                  | Латвія | жіноча боротьба, до 63 кг | Золото |
| Золотий Гран-прі з боротьби 2013 (Баку)                         | Латвія | жіноча боротьба, до 63 кг | Золото |
| Гран-прі «Іван Яригін» 2014                                     | Латвія | жіноча боротьба, до 63 кг | 12     |
| Золотий Гран-прі з боротьби 2014 (Париж)                        | Латвія | жіноча боротьба, до 63 кг | Золото |
| Klippan Lady Open 2014                                          | Латвія | жіноча боротьба, до 63 кг | Золото |
| Гран-прі Німеччини з боротьби 2014                              | Латвія | жіноча боротьба, до 63 кг | 8      |
| Гран-прі «Іван Яригін» 2015                                     | Латвія | жіноча боротьба, до 63 кг | Бронза |
| Klippan Lady Open 2015                                          | Латвія | жіноча боротьба, до 63 кг | Срібло |
| Турнір Олександра Медведя 2015                                  | Латвія | жіноча боротьба, до 63 кг | Бронза |
| Відкритий чемпіонат Польщі з боротьби 2015                      | Латвія | жіноча боротьба, до 63 кг | 5      |
| Золотий Гран-прі з боротьби 2015                                | Латвія | жіноча боротьба, до 63 кг | Бронза |
| Міжнародний меморіал Дейва Шульца 2016                          | Латвія | жіноча боротьба, до 63 кг | Золото |
| Klippan Lady Open 2016                                          | Латвія | жіноча боротьба, до 63 кг | Золото |
| Гран-прі Іспанії з боротьби 2016                                | Латвія | жіноча боротьба, до 63 кг | Бронза |
| Гран-прі Іспанії з боротьби 2017                                | Латвія | жіноча боротьба, до 60 кг | Срібло |
| Pro Wrestling League 2018                                       | Латвія | команда                   | Золото |
| Турнір Маттео Пелліцоне 2020                                    | Латвія | жіноча боротьба, до 68 кг | 10     |

### Виступи на змаганнях молодших вікових груп
| Змагання                                          | Збірна | Вагова категорія          | Місце  |
| ------------------------------------------------- | ------ | ------------------------- | ------ |
| Чемпіонат Європи з боротьби серед кадетів 2006    | Латвія | жіноча боротьба, до 56 кг | 15     |
| Чемпіонат Європи з боротьби серед кадетів 2007    | Латвія | жіноча боротьба, до 56 кг | Срібло |
| Північний чемпіонат з боротьби серед юніорів 2006 | Латвія | жіноча боротьба, до 56 кг | Золото |
| Чемпіонат Європи з боротьби серед юніорів 2008    | Латвія | жіноча боротьба, до 55 кг | Золото |
| Чемпіонат світу з боротьби серед юніорів 2008     | Латвія | жіноча боротьба, до 55 кг | 5      |
| Чемпіонат Європи з боротьби серед юніорів 2009    | Латвія | жіноча боротьба, до 55 кг | Срібло |
| Чемпіонат світу з боротьби серед юніорів 2009     | Латвія | жіноча боротьба, до 55 кг | Срібло |
| Чемпіонат Європи з боротьби серед юніорів 2010    | Латвія | жіноча боротьба, до 55 кг | Бронза |
| Чемпіонат світу з боротьби серед юніорів 2010     | Латвія | жіноча боротьба, до 55 кг | 15     |